# 20 février 1924
Le mercredi 20 février 1924 est le 51e jour de l'année 1924.

## Naissances
- André Parinaud (mort le 23 juillet 2006), journaliste français
- Eugen Barbu (mort le 7 septembre 1993), écrivain roumain
- Gerson Goldhaber (mort le 19 juillet 2010), physicien américain
- Gloria Vanderbilt, socialite américaine, mère d'Anderson Cooper
- Jean Goldschmit (mort le 14 février 1994), coureur cycliste professionnel luxembourgeois
- Laurent Dauthuille (mort le 10 juillet 1971), boxeur français
- Mordechai Ofer (mort le 1er septembre 1971), politicien israélien
- Rubén Menini, joueur de basket-ball argentin
- Sachio Otani (mort le 2 janvier 2013), architecte japonais

## Décès
- Ernest Verlant (né le 11 février 1862), historien de l'art et écrivain belge

## Événements
- Le Maroc et l'Algérie signent un cessez-le-feu définitif  mettant fin à la guerre des Sables.